# Кримчук Григорій Павлович
Григорій Павлович Кримчук (нар. 6 січня 1937, с. Червоне, нині селище в Бердичівському районі Житомирської області) – український прозаїк та публіцист. Член Національної спілки письменників України (1984).
У 1959—1966 роках працював кореспондетом газети «Радянська Житомирщина». Пізніше працював у Києві заступником головного редактора газети «Вечірній Київ» (1968–1971) і «Комсомольское знамя» (1971–1972); головним редактором газети «Молода гвардія» (1972–1979) та «Радянська освіта» (1979–1984); заступником головного редактора газети «Літературна Україна» (1984–1995) і «Час/Time» (1995–1998); головним редактором журналу «Надзвичайна ситуація» (1998–2005). З 2005 року працював у газеті «Українське слово». 
Мова творів — українська та російська. Переважає пригодницька тематика.
Член київської вірменознавчої комісії. Автор низки творів на вірменську тематику та присвячених україно-вірменській дружбі.